# Oxyscelio aureamediocritas
Oxyscelio aureamediocritas  (лат.) — вид платигастроидных наездников из подсемейства Scelioninae (Platygastridae, или Scelionidae, по другим классификациям). Ориентальная область: Таиланд, Phetchabun Prov. Видовое название происходит от выражения «золотая середина», так как срединный киль проподеума и общий цвет золотистый

## Описание
Мелкие перепончатокрылые насекомые: длина тела самок 3,45 мм. Усики самок с булавой. Отличается лбом без возвышения между местом прикрепления усиков и глазами. Метаскутеллюм гладкий и вогнутый. Тело в основном золотисто-жёлтое (голова чёрная). Скапус и ноги желтоватые. 
Усики 12-члениковые. Нижнечелюстные щупики состоят из 4 сегментов, а нижнегубные — 2-члениковые. В переднем крыле субмаргинальная жилка отдалена от края и имеет очень короткую маргинальную жилку. Есть характерное фронтальное вдавление на голове. Вид был впервые описан в 2013 году американским энтомологом Роджером Барксом (Roger A. Burks, Department of Evolution, Ecology, and Organismal Biology, The Ohio State University, Колумбус, Огайо, США)
.